# 大理石宮殿 (サンクトペテルブルク)

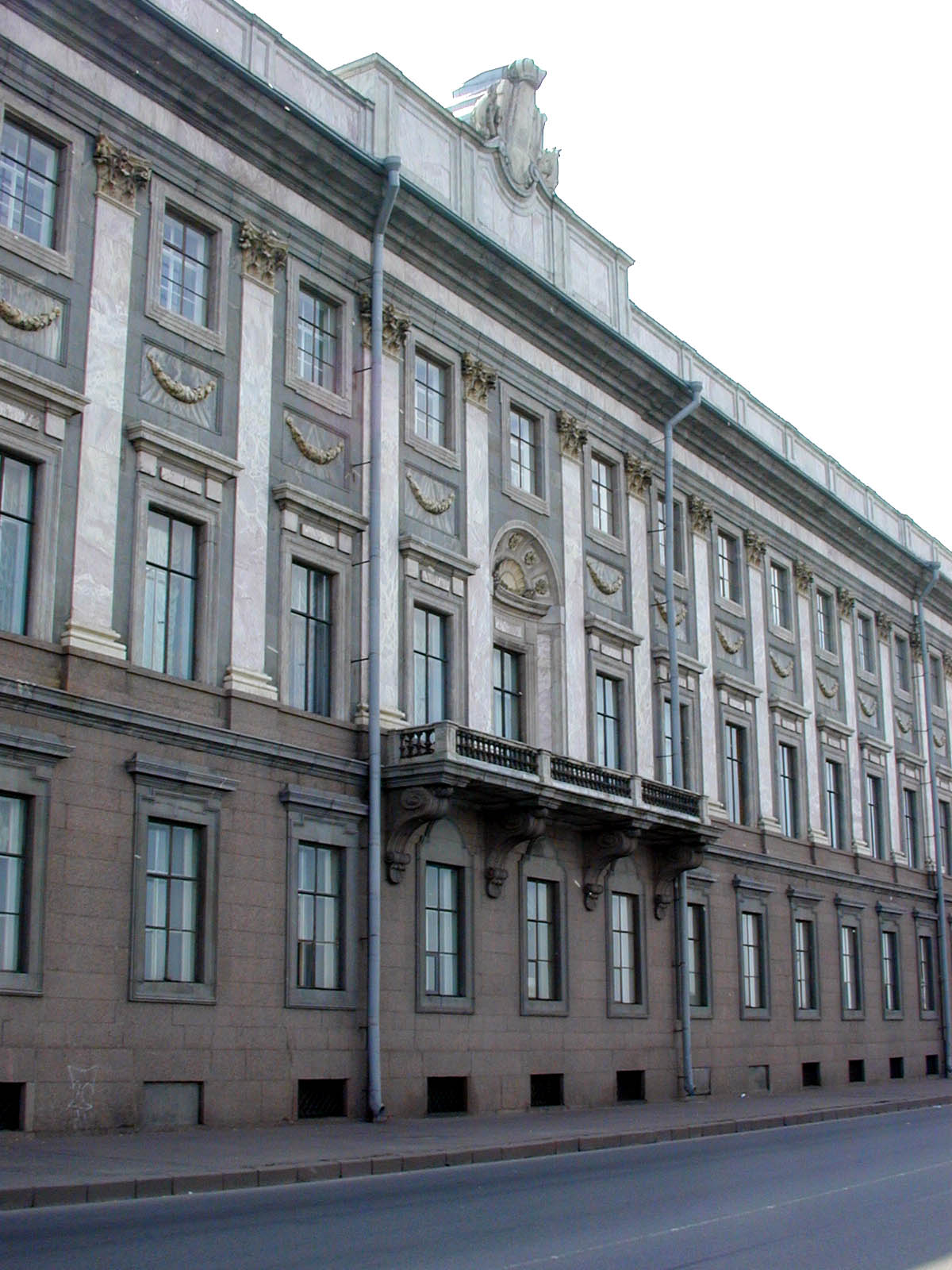
大理石宮殿のファサード。夜景シーンはこちらを参照。

大理石宮殿（Мраморный дворец、Mramornyi Dvorets）は、ロシア、サンクトペテルブルクにある宮殿。ロシアにおける最初の新古典主義建築のひとつ。冬宮の東側、ネヴァ川に面し、マルスの広場の北に面している。
大理石宮殿は、女帝エカテリーナ2世の愛人であった、グリゴリー・オルロフによって建てられた。設計はイタリア人建築家、アントニオ・リナルディの設計で、1768年に着工され1785年に完成した。
大理石宮殿の名は、宮殿を華やかに飾り立てた数多くの大理石装飾による。フィンランド産の花崗岩やカレリア産のピンク色の大理石、白や青のウラル産の大理石などが使用され、宮殿装飾に使われた大理石は32種類にも及んだ。
現在、大理石宮殿はロシア美術館の別館として使用されている。常設展示として、18-19世紀のロシアにおける外国人芸術家の作品や、アンディ・ウォーホルなどポップアートを収集していたペーター・ルートヴィヒのコレクションがある。
世界遺産のサンクトペテルブルク歴史地区と関連建造物群の構成の一つである。

## 参考
- Pavlova S.V., Matveev B.M. Mramornyi dvorets. (Saint Petersburg) 1996.
- Ukhnalev A.E. Mramornyi dvorets v Sankt-Peterburge. (Saint Petersburg), 2002.